# افشین اسانلو
افشین اسانلو (زاده ۱۳۵۰ - درگذشته ۳۱ خرداد ۱۳۹۲)، برادر منصور اسانلو، رئیس پیشین هیئت مدیره سندیکای شرکت واحد اتوبوسرانی تهران و حومه و از فعالان کارگری و زندانی سیاسی بود که در زندان رجایی شهر درگذشت. دلیل مرگ وی سکته قلبی اعلام شد.

## بازداشت
اسانلو در سال ۱۳۸۹ در پی اعتراضات خیابانی دستگیر و به ۵ سال زندان محکوم شد. اسانلو در دوران حبس به دلیل مشکلات قلبی چندین بار در بیمارستان بستری شد و نهایتاً به دلیل سکته قلبی درگذشت.

## مراسم خاکسپاری
مراسم تشییع و خاکسپاری افشین اسانلو، روز ۳ تیر ۱۳۹۲ در تهران و تحت تدابیر امنیتی برگزار شد.

## محل فوت
برخی منابع از فوت وی در بیمارستان رجایی شهر کرج خبر دادند.